# Gorbio (cours d'eau)
Pour les articles homonymes, voir Gorbio (homonymie).
Le Gorbio est un petit fleuve côtier français du département des Alpes-Maritimes, en région Provence-Alpes-Côte d'Azur, qui se jette en mer Méditerranée, près de la frontière italienne, entre Roquebrune-Cap-Martin et Menton.

## Géographie

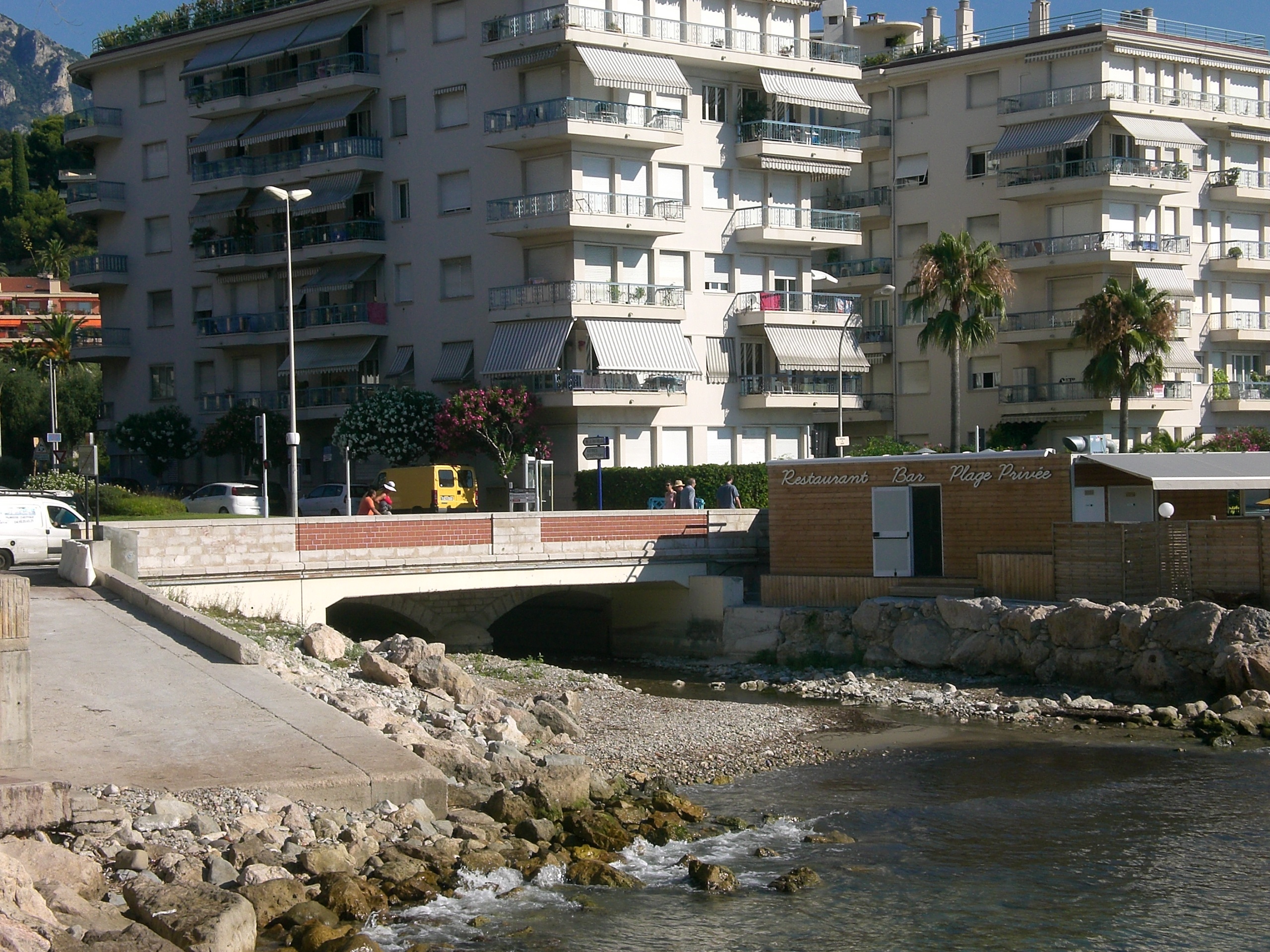
Embouchure du Gorbio entre Roquebrune-Cap-Martin et Menton.

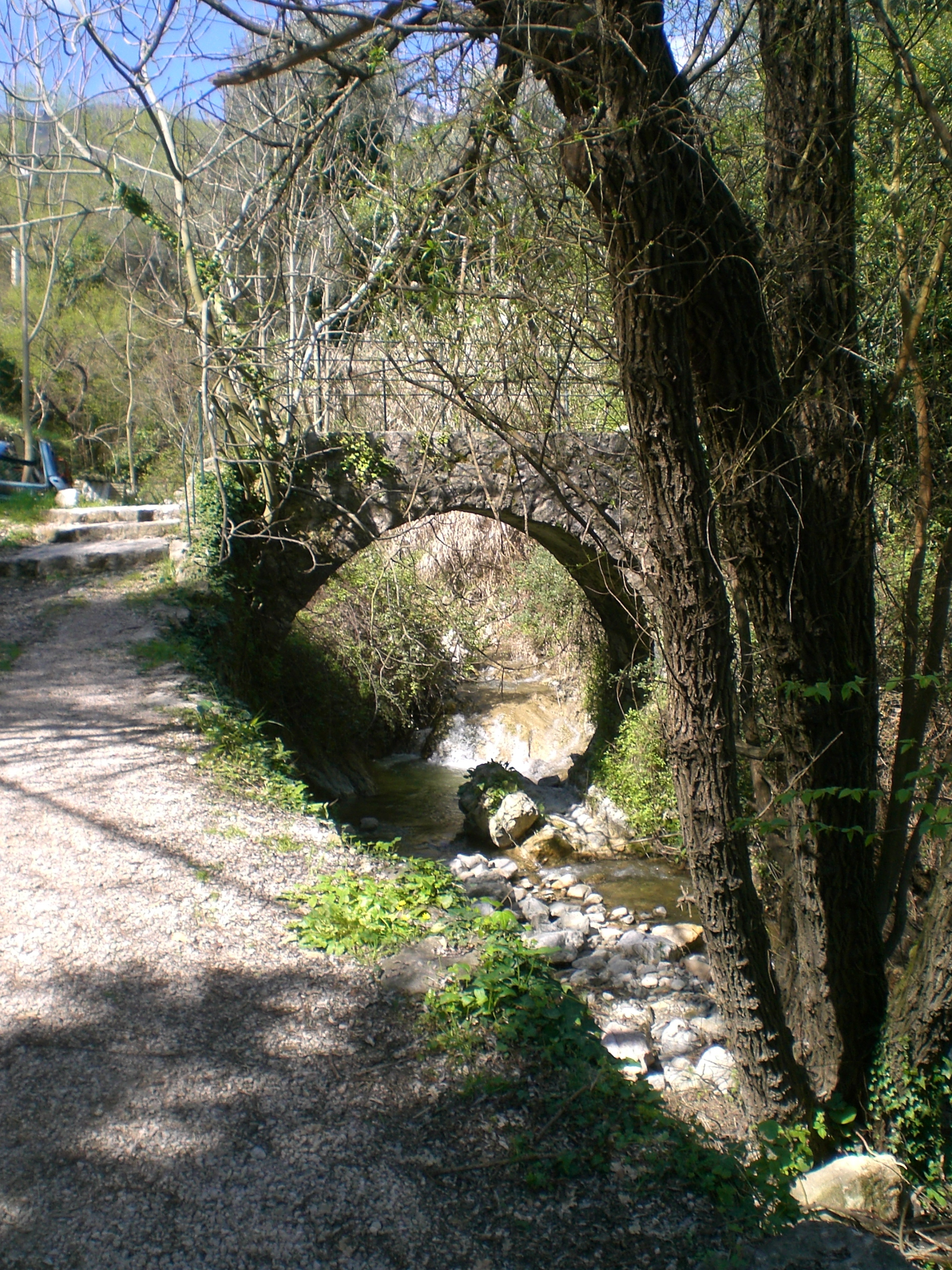
Pont près du Pian entre Gorbio et Menton.

De 8,5 kilomètres de longueur, le Gorbio prend sa source sur la commune de Peille, à 1 080 mètres d'altitude au sud de la Cime de Baudon (1 266 m) et au nord du col de la Madone de Gorbio.
Il coule globalement du nord-ouest vers le sud-est, s'appelle ravin du Roy au nord de Gorbio et passe sous l'autoroute A8 dite la Provençale. Sur la partie terminale, il est couvert sur les six-cents derniers mètres depuis le croisement de l'avenue Antoine Péglion et le sentier du Moulin sur Roquebrune-Cap-Martin. Les routes pour remonter le val de Gorbio sont : l'avenue Florette et la route du Val de Gorbio sur Menton, ou l'avenue Jean-Monnet et la rue Antoine Péglion, qui rejoint finalement la route du val de Gorbio près d'un moulin.
Il a son embouchure avec la mer Méditerranée entre les deux communes de Roquebrune-Cap-Martin et Menton, à 0 mètres d'altitude.

### Communes et cantons traversés

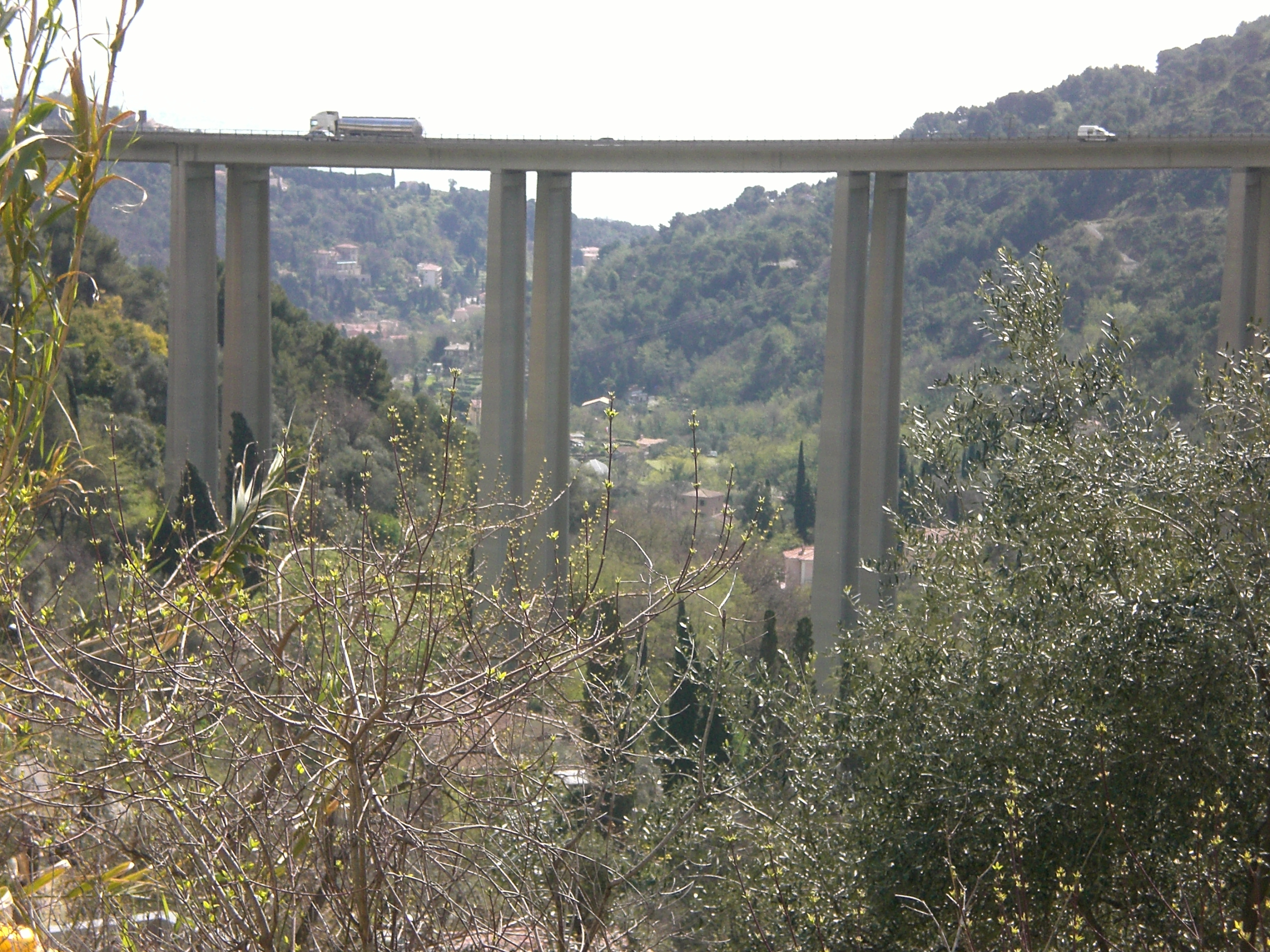
Vallée du Gorbio vue de Gorbio avec l'autoroute.

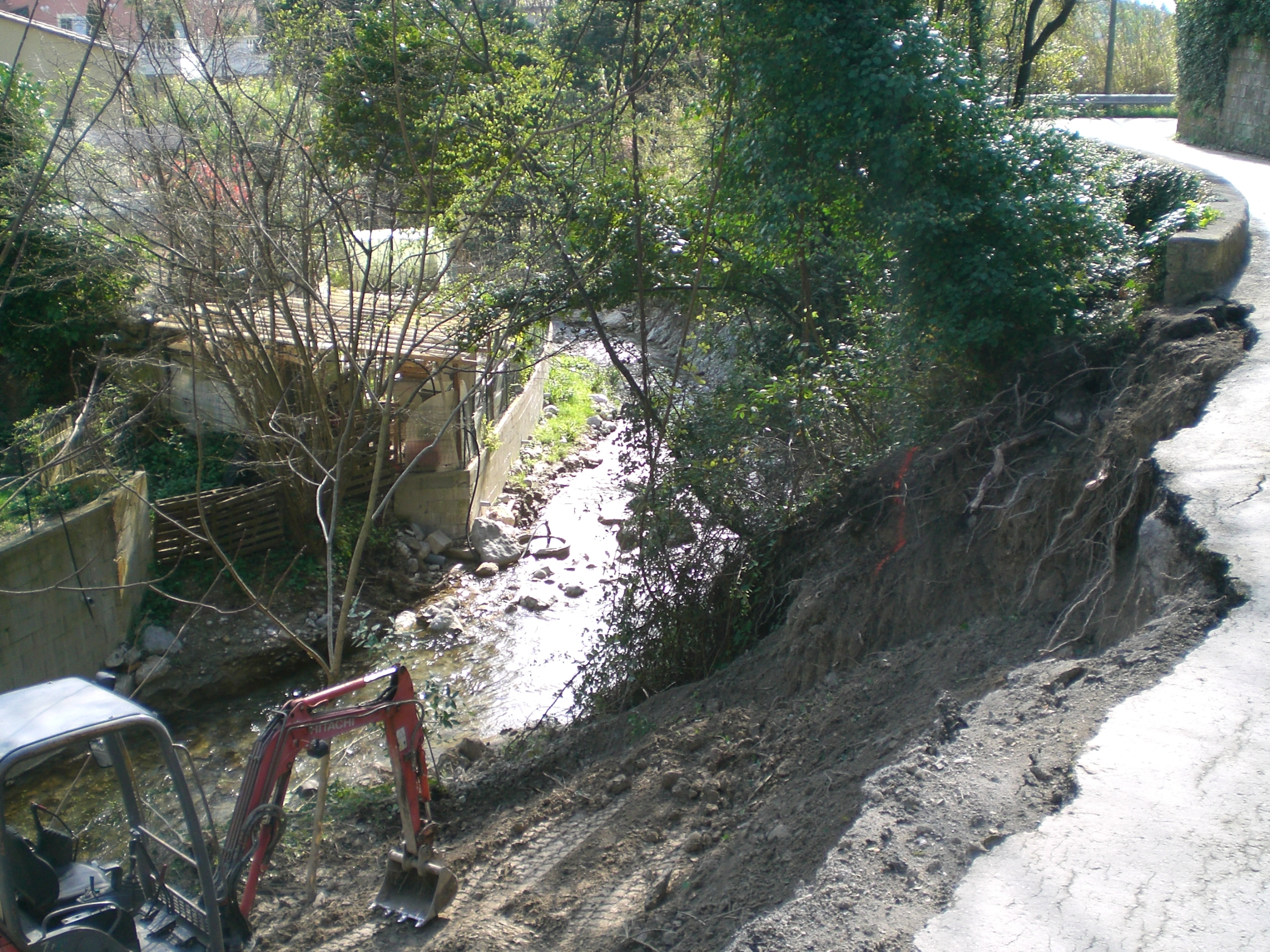
Éboulements 2013-2014 rue A. Péglion à Roquebrune-Cap-Martin.

Dans le seul département des Alpes-Maritimes, le Gorbio traverse les quatre communes, dans deux cantons, dans le sens amont vers aval, de Peille (source),  Gorbio, Roquebrune-Cap-Martin et Menton (embouchure).
Soit en termes de cantons, le Gorbio prend source dans le canton de L'Escarène, conflue dans le canton de Menton-Ouest, le tout dans l'arrondissement de Nice, et dans les intercommunalités de communauté de communes du Pays des Paillons et communauté d'agglomération de la Riviera française.

### Toponyme
Le Gorbio a donné son nom à la commune de Gorbio à moins que ce ne soit le contraire.

### Bassin versant
La superficie du bassin versant « Côtiers du Paillon à la frontière italienne » (Y653) est de 13,23 km2,.
Les cours d'eau voisins sont au nord-ouest, au nord et au nord-est la Bévéra (affluent du fleuve côtier la Roya), le Borrigo et le Careï à l'est, la Mer Méditerranée au sud-est, sud et sud-ouest, le Paillon à l'ouest,.

### Organisme gestionnaire
L'organisme gestionnaire est le SMIAGE ou Syndicat Mixte Inondations, Aménagements et Gestion de l'Eau maralpin, créé en le 1er janvier 2017 , et s'occupe désormais de la gestion des bassins versants côtiers des Alpes-Maritimes, en particulier de celui du fleuve le Var. Celui-ci « a été reconnu comme EPTB, avec les félicitations du jury, lors de la séance du comité de bassin de l’Agence l’eau Rhône-Méditerranée-Corse du vendredi 22 juin 2018 car il porte à la fois des politiques liées à la prévention du risque inondation et la gestion des milieux aquatiques »,.
Le SIECL ou Syndicat Intercommunal des Eaux des Corniches et du Littoral, s'occupe de la production et de la distribution d'eau potable -exclusivement, donc sans collecte et traitement des eaux usées -,.

## Affluents
Le Gorbio n'a pas d'affluent référencé au SANDRE :
Géoportail rajoute :
- le ravin du Rank (rg[note 2]), sur Peille et Gorbio avec la source de Romin cinquante mètres au sud.
- le vallon du Calf (rg), sur Gorbio et prenant source à la Cime des Cabanelles (1 090 m).
- la Vignasse (rd) sur Gorbio.
- le Pian (rd) sur Gorbio.
- deux petits ru (rg), près du lieu-dit le Cannet et donc passant sous la rue Antoine Péglion sur Roquebrune-Cap-Martin.

### Rang de Strahler
Le rang de Strahler du Gorbio est donc de deux.

## Hydrologie
Son régime hydrologique est dit pluvial méridional.

## Aménagements et écologie
L'hiver 2013-2014 a été très pluvieux et de nombreux éboulements ont bloqué les routes d'accès de l'arrière-pays.

### Oliviers et moulins
On voit encore la trace de moulins sur son cours, car la vallée a permis l'installation de treize moulins à huile,. 

### Écologie
La vallée est propice aux cannes de Provence, et les terrasses, limitant l'érosion, sont encore avec des arbres fruitiers : oliviers, citronniers et orangers.